# Artteràpia

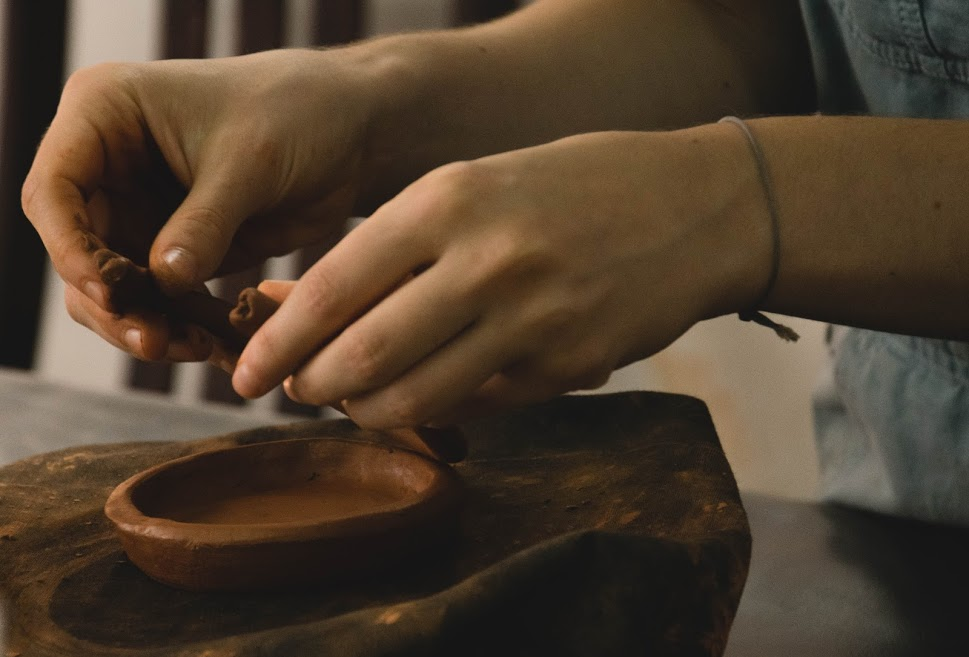
Taller d'artteràpia

L'artteràpia és una disciplina i una pràctica que permet al pacient expressar-se a través d'una obra artística i facilitar un canal de comunicació de les seves emocions. Durant el tractament, el pacient treballa alguna o diverses disciplines de les arts visuals. Es basa en la idea que l'obra contribueix a la construcció d'un significat dels conflictes psíquics. A més, se centra de forma especial en la creativitat de l'home, en la possibilitat de plasmar un món intern en una obra i a través d'elles poder realitzar al que anomenen com procés sanitari. Hi ha diversos motius per recomanar un tractament d'artteràpia: creixement personal, trastorns emocionals, psíquics, drogodependències... Així mateix, es persegueixen diferents objectius com facilitar que el pacient adquireixi una major consciència corporal o comuniqui problemàtiques que no sap verbalitzar.
L'artteràpia s'inclou en l'àmbit de les teràpies artístiques, una sèrie de varietats tècniques que utilitzen l'art com a mètode terapèutic i coincideixen en la utilització de l'art com a mètode de sanar les malalties mentals basant-se, en la majoria dels casos en un mètode auto exploratori de la pròpia personalitat.
En Artteràpia l'art no s'utilitza com a eina de diagnòstic, sinó com un mitjà per abordar dificultats emocionals, trastorns de comportament, discapacitats físiques o mentals, trastorns neurològics o malalties físiques.
L'artteràpia es realitza en sessions de grups reduïts o en sessions individuals. Tot i que les sessions puguin ser plaents en si mateixes, l'Artteràpia no és una activitat recreativa ni una forma d'educació artística. Tanmateix, si bé el terapeuta ha de posseir coneixements suficients en arts visuals, els usuaris d'artteràpia no han de tenir coneixements artístics ni experiència prèvia en art per beneficiar-se d'aquesta forma de tractament.
L'artteràpia és una professió amb 80 anys d'exercici professional regulada oficialment per l'estat en països com USA, Regne Unit, Holanda, Suïssa, Finlàndia ... i en vies de reconeixement en molts més com Alemanya, França, Itàlia, Brasil .., Tanmateix però, no està regulada encara per les autoritats sanitàries de cap país de parla hispana.
L'artteràpia és una forma de psicoteràpia psicodinàmica l'orientació metodològica pot variar sensiblement d'un lloc o un altre. Els seus fonaments teòrics es troben en les Psicoterapies Psicoanalitiques (Relacional, kleiniana, Junguiana ...), en la Teoria del Vincle, la Mentalització i la Teoria de l'Art Contemporani.

## Artteràpia o art-com-teràpia
Sovint es confon l'Artteràpia, amb l'art entès-com-una-teràpia. L'art, entès-com-una-teràpia, parteix de la idea que l'activitat artística és en si mateixa curativa, inclou tant projectes socials com formes d'educació artística amb finalitats psicosocials. Aquest tipus d'activitat es coneix en anglès com Community Art o Arts in Health per distingir-la de l'Artteràpia (Art Therapy o Art Psychotherapy). L'equivalent espanyol per a aquest tipus d'activitat són l'art psicosocial o la mediació artística. Malauradament però, sovint s'utilitza erròniament l'apel·latiu Artteràpia per a ambdues activitats amb la confusió a què aquesta coincidència dona a lloc.

## Tècniques i Mitjans
En Artteràpia s'utilitzen els medis i tècniques artístiques propis de les arts visuals, des dels més convencionals com la pintura, el dibuix o el modelatge als més actuals com el vídeo, la instal·lació, mitjans digitals, la performance, etc.
Existeixen formes de teràpia artística que utilitzen altres mitjans com la musicoteràpia, la Dansa-Moviment-Teràpia (DMT) o la dramateràpia que respectivament utilitzen la música, el moviment o l'escenificació com a mitjans expressius. En qualsevol cas en artteràpia la utilització d'un mitjà o un altre dependrà del col·lectiu amb el qual es treballa i els objectius de la intervenció.
Existeixen nombrosos exemples d'aquest tipus de intervenció artística ocupacional. L'artteràpia però es diferencia que és una forma d'acompanyament psicoterapèutic en què l'activitat artística és un mitjà de comunicació, mai un fi en si mateixa. L'artteràpia es fonamenta d'una part en la capacitat de l'art per transmetre emocions -difícils de ser expressades per altres mitjans- i en la capacitat de la relació terapeuta-pacient per contenir-les, elaborar-les i transformar-les. L'artteràpia es practica en sessions individuals o en grups petits. Els objectius de la teràpia varien segons les necessitats dels pacients a qui va dirigida.

## Aplicacions
L'Artteràpia està indicada per a persones que, per les seves circumstàncies o de la malaltia que pateixen, troben difícil l'articulació verbal dels seus conflictes i emocions. Es pot utilitzar amb qualsevol col·lectiu de qualsevol edat, en grups o en sessions individuals sempre que hi hagi la voluntat de la persona d'iniciar un procés terapèutic en el qual van a utilitzar-se tècniques artístiques.
En aquells països en què l'Artteràpia està reconeguda com a professió independent es practica en multitud de centres de la xarxa assistencial pública i privada com hospitals, centres de rehabilitació, presons, residències de gent gran, escoles, etc. Els camps d'aplicació són molt extensos, abasten malalties degeneratives, discapacitats físiques i psíquiques, acompanyaments en processos d'hospitalització i rehabilitació, addiccions, trastorns alimentaris. En general qualsevol col·lectiu que requereixi d'un acompanyament psicològic especialitzat i que estigui disposat a utilitzar altres mitjans de comunicació que únicament el verbal
En els països en què l'Artteràpia no està reconeguda com a professió es practica en la seva major part en el sector privat o bé en el públic mitjançant acords puntuals entre entitats formadores de artterapeutes i institucions públiques o privadas i per regla general mitjançant projectes duts a terme individualment.

## Formar-se com artterapeuta
Per exercir com artterapeuta és necessari haver realitzat estudis específics d'artteràpia -de nivell- de postgrau universitari i complir amb els següents 6 requisits:
1) posseir coneixements i experiència suficient en les arts visuals
2) posseir una titulació universitària (Psicologia, Belles Arts, Pedagogía, Medicina ...)
3) haver cursat una formació de nivell de Màster en Artteràpia o Psicoteràpia per l'Art de dos a tres anys a temps parcial (equiparable a la d'aquells països en què l'artteràpia està regulada)
4) haver realitzat realitzat un procés de teràpia didàctica
5) haver realitzat un número mínim de pràctiques clíniques supervisades d'acord amb les especificacions de les associacions o col·legis professionals d'Artteràpia
6) ser membre titular d'una associació o col·legi professional d'Artteràpia
En l'actualitat hi ha nombroses institucions públiques i privades oferint cursos d'Artteràpia a tot el món. Per saber quines d'elles compleixen els requisits mínims indispensables és aconsellable comparar la seva informació amb la que ofereixen institucions professionals de prestigi com la AATA a USA, el Baat a UK, l'ATE o la FEAPA a Espanya
Per conèixer els requisits per exercir la professió a cada país cal dirigir-se a l'associació professional d'Artteràpia respectiva.

## Orígens

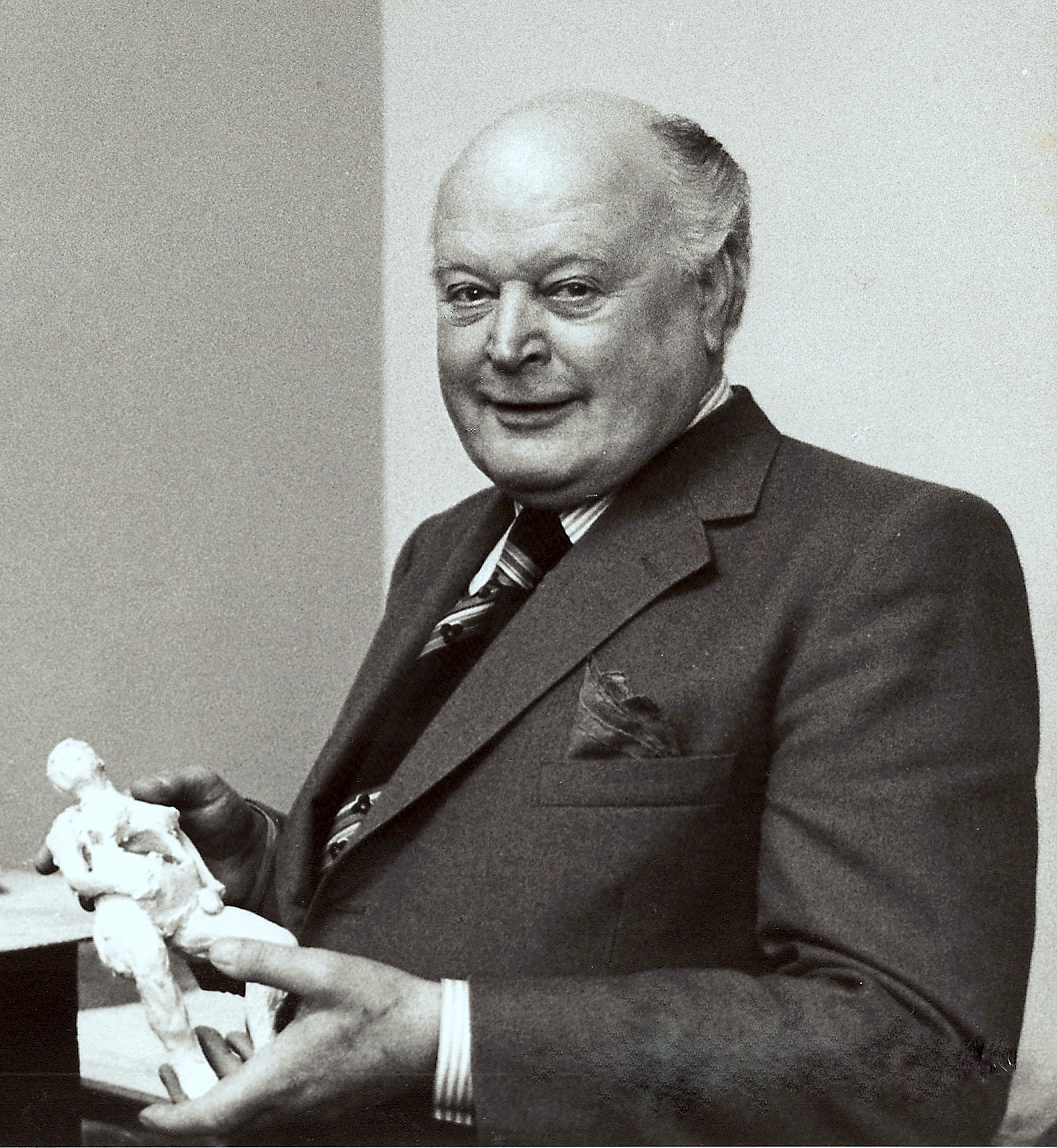
Edward Adamson, “el pare de l'artteràpia a la Gran Bretanya”.